# Косовщина (Дубровенский сельсовет)
Косовщина (бел. Касо́ўшчына) — деревня в Лидском районе Гродненской области Беларуси. В составе Дубровенского сельсовета.

## География
Рядом пролегает дорога Н-6021.
Ближайшие населённые пункты Нетечь, Первомайский, Стерково и др.

## История
С 1905 года в Лидской волости Лидского уезда Виленской губернии.
До 17 марта 2023 года деревня входила в состав Бердовского сельсовета.

## Население

### Численность
- 2019 год — 17 жителей

### Динамика
- 1905 год — 62 жителей (деревня); 25 жителей (имение)[2]
- 1999 год — 63 жителей (перепись населения)
- 2009 год — 39 жителей (перепись населения)[2]
- 2019 год — 17 жителей (перепись населения)

## Достопримечательность
В 1,5 км к западу от деревни, возле дороги в д. Колдобы расположен курганный могильник. Насчитывает 13 круглых насыпей диаметром 6—14 м, высотой 0,5—1,2 м. У подножия отдельных курганов прослеживаются оплывшие ровки. Местами на поверхности насыпей имеются каменные вымостки. Почти все насыпи обложены камнями.